# Genitale prolaps
Een verzakking of urogenitale prolaps van de inwendige vrouwelijke geslachtsorganen betekent het uitzakken van de vagina.
Meestal zakt niet alleen de vagina uit, maar ook de orgaanstructuren die ermee verbonden zijn, de baarmoeder (uterus), blaas, plasbuis (urethra) en endeldarm (rectum).

## De normale situatie
De inwendige geslachtsorganen liggen in het kleine bekken in de buikholte (abdomen). De onderkant van de buikholte wordt afgesloten door de bekkenbodem.
De bekkenbodem bestaat uit een stelsel van spieren en vorm- en steungevende bindweefsels genaamd fasciën. Het geheel zorgt ervoor dat de urine, ontlasting en evt. foetus het lichaam niet zomaar kunnen verlaten. Ook blijven organen als de blaas, endeldarm en baarmoeder op hun plaats. Deze organen zitten ook vast aan de bekkenwand met speciale ophangbanden, de ligamenten. De bekkenbodem is echter belangrijker dan de ligamenten wat betreft het op de plaats houden van de organen. De bekkenbodem vangt de druk in de buikholte (intra-abdominale druk) op en de vagina blijft haar normale vorm en plaats houden.

## Typen prolaps
Het type verzakking wordt genoemd naar de locatie ervan:
- Prolaps van het voorste compartiment. Hierbij zijn de blaas en urethra betrokken.
- Prolaps van het middelste compartiment. Hierbij zijn de vaginatop en uterus betrokken.
- Prolaps van het achterste compartiment. Hierbij is het rectum betrokken.

## Ontstaan van vaginale prolaps
Een uitzakking van de vagina kan optreden door enerzijds (chronische) verhoging van de druk in de buikholte, en anderzijds door vermindering van de steunfunctie van de bekkenbodem.
Verhoging van druk in de buikholte komt voor bij:
- Mensen die veel hoesten, bijvoorbeeld bij COPD.
- Mensen bij wie de inhoud van de buikholte toeneemt, bijv door een gezwel (tumor) of door overgewicht (adipositas).
- Mensen met chronische hardlijvigheid (constipatie) en dus veel persen bij de ontlasting.

Vermindering steunfunctie van de bekkenbodem is het gevolg van beschadiging van het collageen en de spieren in het kleine bekken. Dit kan ontstaan door zwangerschap en bevallen, door veroudering en menopauze, door spierziekten of aangeboren bindweefselafwijkingen, door het langdurig tillen van zware voorwerpen  of door zenuwontsteking in het buikgebied.
Zwangerschap en bevalling kunnen leiden tot direct letsel aan de bekkenbodem. Denk aan uitscheuringen (rupturen) of het oprekken van de weefsels door de uitdrijving van het kind. Ook kan daarbij de zenuw die naar het kleine bekken gaat (n. pudendus) beschadigd raken.
Hierdoor kan de besturing door de zenuwen (innervatie) van een belangrijke spier van de bekkenbodem (musculus levator ani) verstoord raken, waardoor vermindering van spierweefsel (spieratrofie) en dus krachtverlies ontstaat.
Veroudering leidt tot veranderingen van de neurogene innervatie; dat betekent dat er minder zenuwprikkels naar de spieren van het kleine bekken gaan. Ook ontstaan er veranderingen in het bindweefsel waardoor dit slapper wordt.
Menopauze of overgang luidt het einde in van de vruchtbare periode van een vrouw, waarin zij steeds minder oestrogenen zal produceren. Oestrogenen zijn steroïd hormonen die onder meer zorgen voor een stevige vaginawand. Door de verminderde oestrogeenspiegels zal er atrofie van het epitheel (dekweefsel) en het bindweefsel van de vagina en de lagere urinewegen ontstaan, met verlies van steunfunctie tot gevolg.
Aangeboren bindweefselafwijkingen zoals het syndroom van Marfan, het syndroom van Ehlers-Danlos en het hypermobiliteitssyndroom kunnen veel invloed hebben: het steunweefsel is bij zulke mensen ongewoon rekbaar en meegevend.
Het langdurig tillen van zware voorwerpen op de verkeerde manier kan leiden tot een blaasverzakking. Wanneer dit op de verkeerde manier wordt gedaan, rekken de banden en spieren steeds verder op. Hierdoor worden de organen naar beneden gedrukt.
Een zenuwontsteking zoals gordelroos (herpes zoster) kan eveneens belangrijke zenuwen in de buik beschadigen waardoor de steunfunctie van de bekkenbodem afneemt.

## Klachten
- Klachten verergeren in de loop van de dag
- Zwaar en moe gevoel van onderen (het zogeheten verzakkings- of balgevoel)
- Lage rugpijn
- Pijn onder in de buik
- Urine-incontinentie (bij verzakking vaginavoorwand)
- Moeite met uitplassen (bij verzakking vaginavoorwand en knik in de urethra), recidiverende blaasontstekingen, frequent toiletbezoek.
- Moeilijke stoelgang (bij verzakking vagina achterwand door knik in rectum), incontinentie voor windjes of ontlasting, frequente of loze aandrang
- Verminderd gevoel of pijn tijdens geslachtsgemeenschap. Vrouwen ervaren dat er ‘iets’ zit in vagina waardoor penetratie belemmerd wordt.
- Vaginale geluidsvorming. Doordat de vagina niet genoeg gesloten wordt, kan er lucht in en uit de vagina gaan, wat geluid kan veroorzaken.

Niet alle klachten hoeven aanwezig te zijn bij een verzakking of prolaps. Er zijn veel verschillende prolapsen waarbij verschillende weefselstructuren aangedaan kunnen zijn. Dit heeft verschillende symptomen tot gevolg. Ook komt de ernst van de klacht niet altijd overeen met de omvang van de verzakking.

## Behandeling
De ideale behandeling van een prolaps moet erop gericht zijn de steunfunctie van de aangedane weefselstructuren te herstellen. Er zijn drie behandelopties: bekkenbodem-fysiotherapie, pessariumtherapie en operatieve behandelingen, bijv. met bekkenbodemmatjes.

### Bekkenfysiotherapie
De bekkenfysiotherapeut onderzoekt het functioneren van de bekkenbodemspieren en de aard van de verzakking. Het doel is om de balans weer te herstellen tussen de buikdruk en de draagkracht van de bekkenbodem. Daarnaast is het toiletgedrag belangrijk, met zo min mogelijk perskracht lozen van urine of ontlasting.

### Pessarium
Indien bekkenfysiotherapie onvoldoende helpt kan een pessarium (ring) ingebracht worden. Deze verbetert niet de verzakking zelf, maar verhelpt soms wel de klachten. De ring spant de vaginawand op, maar de ring moet wel enige steun vinden op de bekkenbodem, die dus niet al te slap mag zijn. Een ring moet ongeveer eens in de 3 maanden verschoond worden. De ring kan tijdens de menstruatie en tijdens de geslachtsgemeenschap blijven zitten.

### Operatie
Als genoemde methoden niet of onvoldoende helpen is de enige oplossing een operatie. Een operatie heft de verzakking op. Indien er een operatie wordt voorgesteld voor uw verzakking is het ook belangrijk na de operatie bekkenfysiotherapie in te zetten om te leren de bekkenbodem goed te gebruiken voor de ondersteuning van de organen en de buikdruk zo veel mogelijk te verminderen. Zo wordt getracht een recidief van de klachten na de operatie te voorkomen.